# La vida útil
La vida útil é um filme de drama hispano-uruguaio de 2010 dirigido e coescrito por Federico Veiroj.
Foi selecionado como representante do Uruguai à edição do Oscar 2011, organizada pela Academia de Artes e Ciências Cinematográficas.

## Elenco
- Jorge Jellinek - Jorge
- Manuel Martinez Carril - Martínez
- Paola Venditto - Paola